# Lena Schilling
Lena Schilling (Vienna, 8 gennaio 2001) è una politica e attivista austriaca, eletta europarlamentare con il partito I Verdi alle elezioni europee del 2024, nonché la più giovane eurodeputata della X legislatura.